# Primera epístola a Timoteo

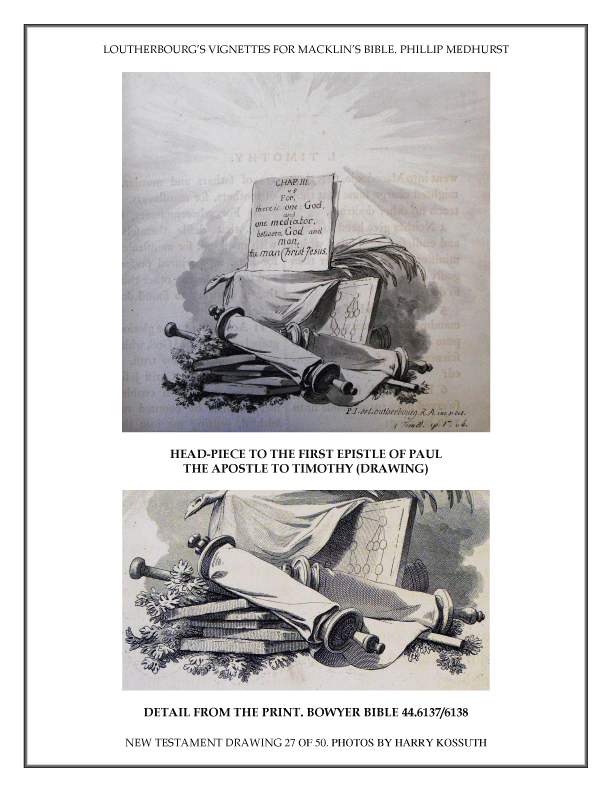
Primera Epístola a Timoteo.

La primera epístola a Timoteo es una carta pastoral del Nuevo Testamento que forma un grupo homogéneo con la Segunda epístola a Timoteo y la epístola a Tito. Su estilo y vocabulario  son diferentes de los demás escritos paulinos por lo que la mayoría de los teólogos consideran que no fueron escritas por el apóstol Pablo o que no fue él mismo quien les dio su forma literaria, sino alguno de sus discípulos. 
La primera carta o epístola a Timoteo tiene un enfoque ético, a partir del cual hace recomendaciones prácticas para la vida sana de la Iglesia y de sus integrantes. Además, expresa una preocupación por la palabrería y discusiones sin fin de falsos doctores que se apartan de las palabras de Jesucristo, "están cegados por el orgullo y no saben nada". La carta fundamentalmente es doctrina (enseñanza) de las prácticas cristianas. Existe a tal fin un capítulo (capítulo 3) entero sobre el orden eclesiástico de sus conductores y sus condiciones, refiriéndose a los obispos (capítulo 3, versículo 5) de la siguiente manera: pues el que no sabe gobernar su propia casa, ¿Cómo cuidará de la iglesia de Dios?. Usa gobernar (PROISTEMI) para la casa del obispo y cuidar (EPIMELOMAI) para la iglesia, y esta palabra en griego es la misma que se usa para quien cuida amorosamente de un enfermo o herido como en la parábola del buen samaritano (cúidalo hasta mi regreso), mientras que para la palabra griega gobernar refiriéndose a su casa usa Proistemi que significa hacer cumplir las reglas.
El autor comenta el problema de la falsa ciencia. Por entonces había un grupo de cristianos muy importante, que estaba siendo llevado por la doctrina de los gnósticos.
Así mismo el capítulo 2 de esta epístola, a partir del versículo 9 condena a la mujer por haber sido la culpable del pecado original, considerándola inferior respecto al varón y colocándola en una posición de sumisión, al afirmar en el versículo 11 y 12 que "La mujer aprenda en silencio, con toda sujeción. Porque no permito a la mujer enseñar, ni ejercer dominio sobre el hombre, sino estar en silencio."

## Fecha
La fecha de la carta es tema de discusión. Quienes creen que es de autoría paulina, opinan que fue escrita alrededor del año 61 d. C., posiblemente desde Roma donde Pablo habría salido recientemente de la llamada primera prisión en Roma. Por el contrario, quienes consideran que la carta no está escrita por Pablo, creen que fue escrita por algún discípulo suyo tras su muerte.
La carta es mencionada en escritos de Ignacio, Policarpo y Tertuliano en el siglo II.
Los eruditos modernos sitúan generalmente su composición en algún momento de finales del siglo I o la primera mitad del siglo II d. C., con un amplio margen de incertidumbre. El propio término Gnosis («conocimiento») aparece en 1 Timoteo 6:20. Si los paralelismos entre 1 Timoteo y la epístola de Policarpo se entienden como una dependencia literaria de la segunda respecto de la primera, como generalmente se acepta, esto constituiría una terminus ante quem (fecha límite) de 50-65 d. C. Asimismo, hay una serie de acuerdos verbales entre Ignacio y 1 Timoteo que se agrupan en torno a una sección de 14 versículos en 1 Timoteo 1. Si estos paralelismos entre Ignacio y 1 Timoteo representan una dependencia literaria de Ignacio, esto movería la fecha de 1 Timoteo incluso antes. Sin embargo, Ireneo (que escribió cerca de 180 d. C.) es el autor más antiguo que describe clara e inequívocamente la carta a Timoteo y la atribuye a Pablo.

## Contenido

### Resumen
La epístola se abre diciendo que ha sido escrita por Pablo, a Timoteo. Pablo le recuerda a Timoteo que le ha pedido que se quede en Éfeso e impida que otros enseñen falsamente la ley. Pablo dice que la ley debe aplicarse a los pecadores como los rebeldes, los asesinos y los inmorales sexuales.  La lista de infractores de la ley incluye la palabra griega ἀρσενοκοίτης, que a veces se traduce para significar «hombres homosexuales» aunque existe cierto debate sobre el tema.
La epístola detalla los papeles del hombre y la mujer en su segundo capítulo, en particular en el Versículo 1 Timoteo 2:12. En la traducción de la Nueva Versión Internacional este Versículo dice:

No permito que una mujer enseñe o tenga autoridad sobre un hombre; debe guardar silencio.

La epístola justifica esto diciendo que Adán se formó antes que Eva, y que Eva fue engañada por la serpiente.
Los líderes de la iglesia deben comportarse de una manera digna de respeto, evitando excederse en el consumo de vino y administrando bien sus asuntos. A Timoteo se le aconseja evitar las falsas enseñanzas y centrarse en la verdad.
El autor discute una lista de viudas que deben ser apoyadas por la iglesia, estableciendo restricciones sobre los tipos de mujeres a las que se debe ayudar: sólo las viudas ancianas que nunca se vuelven a casar y que dan prioridad a su familia deben recibir ayuda. Las viudas menores de sesenta años tienen deseos sensuales que pueden hacer que se vuelvan a casar.

## Autoría
La autoría de Primera de Timoteo se atribuyó tradicionalmente al apóstol Pablo, aunque en el cristianismo preniceno esta atribución estaba abierta a disputa. Se le nombra como autor de la carta en el texto (1:1). La erudición de los siglos XIX y XX cuestionó la autenticidad de la carta, y muchos estudiosos sugirieron que Primera Timoteo, junto con Segunda a Timoteo y Epístola a Tito, no son obra de Pablo, sino de un cristiano no identificado que escribió en algún momento entre finales del siglo I y mediados del siglo II. La mayoría de los eruditos afirman ahora este punto de vista.
Como pruebas de esta perspectiva, aducen que las epístolas pastorales contienen 306 palabras que Pablo no utiliza en sus cartas incuestionables, que su estilo de redacción es diferente al de sus cartas incuestionables, que reflejan unas condiciones y una organización eclesiástica que no eran corrientes en la época de Pablo y que no aparecen en las primeras listas de sus obras canónicas. Los eruditos modernos que apoyan la autoría paulina subrayan, no obstante, su importancia en relación con la cuestión de la autenticidad: I. H. Marshall y P. H. Towner escribieron que «el testigo clave es Policarpo, donde existe una alta probabilidad de que 1 y 2 Tim fueran conocidas por él». Del mismo modo, M. W. Holmes argumentó que es «prácticamente seguro o altamente probable» que Policarpo utilizara 1 y 2 Timoteo.Los eruditos Robert Grant, I. Howard Marshall y Hans von Campenhausen creen que Policarpo fue el autor real de Primera de Timoteo, lo que dataría su composición en circa 140 d. C..
Marción, un obispo ortodoxo más tarde excomulgado por herejía, formó un canon temprano de las escrituras c. 140 en torno al Evangelio de Lucas y diez de las epístolas paulinas canónicas, excluyendo 1-2 Timoteo y Tito. Se desconocen las razones de estas exclusiones, por lo que abundan las especulaciones, incluidas las hipótesis de que no fueron escritas hasta después de la época de Marción, o que éste las conocía, pero las consideraba inauténticas. Los partidarios de la autoría paulina sostienen que tenía motivos teológicos para rechazar las pastorales, a saber, su enseñanza sobre la bondad de la creación (cf. 1 Timoteo 4:1 ss).  La cuestión sigue siendo si| Marción conocía estas tres cartas y las rechazó como dice Tertuliano, ya que en 1 Timoteo 6: 20 se habla de «falsos argumentos opuestos», siendo la palabra para «argumentos opuestos» «antítesis», el nombre de la obra de Marción, y por tanto una sutil alusión a la herejía de Marción. Sin embargo, la estructura de la Iglesia que se presupone está menos desarrollada que la que presupone Ignacio de Antioquía (que escribió circa de 110), así como el hecho de que no solo «antítesis» es en sí misma una palabra griega que significa simplemente «argumentos opuestos», sino que, como se ha señalado, el ataque a los herejes no es central en las tres cartas.
A finales del siglo II hay varias citas de las tres epístolas pastorales en la obra de Ireneo Contra las herejías. Ireneo también hace mención explícita de Timoteo en su libro y lo atribuye como escrito por Pablo
El Canon muratoriano (c. 170-180) enumera los libros del Nuevo Testamento y atribuye las tres epístolas pastorales a Pablo. Eusebio (c. 330) la llama, junto con las otras trece epístolas paulinas canónicas, «indiscutible». Entre las excepciones a este testimonio positivo figuran Taciano, así como el gnóstico Basílides. Posibles alusiones anteriores se encuentran en las cartas de Clemente de Roma a los Corintios (c. 95), Ignacio a los Efesios (c. 110) y Policarpo a los Filipenses (c. 130), aunque es difícil determinar la naturaleza de tales relaciones literaria

## Manuscritos antiguos supervivientes
.

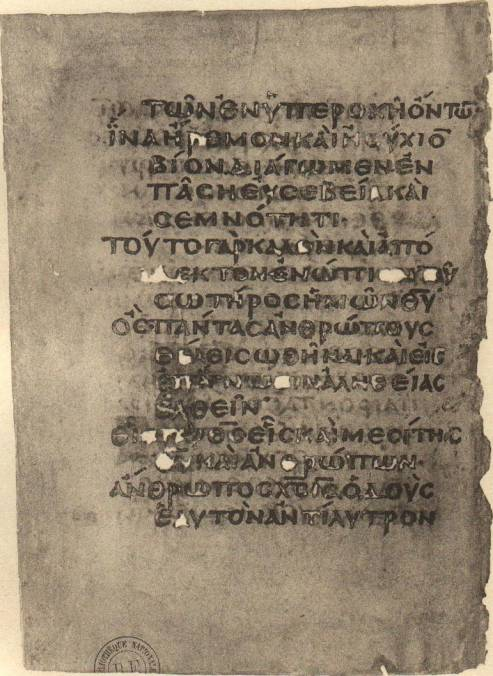
Fragmentos que muestran 1 Timoteo 2:2-6 en el Codex Coislinianus, de hacia 550 d. C.

El manuscrito original en griego koiné se ha perdido, y las texto de las copias supervivientes varían.
El primer escrito conocido de 1 Timoteo se ha encontrado en el Papiro de Oxirrinco 5259, designado P133, en 2017. Procede de una hoja de un códice datado en el siglo III (330-360). Otros manuscritos antiguos que contienen parte o la totalidad del texto de este libro son:
- Codex Alexandrinus (400-440)
- Codex Ephraemi Rescriptus (c. 450)
- Codex Freerianus (c. 450)
- Uncial 061 (c. 450)
- Codex Claromontanus (c. 550)
- Codex Coislinianus (c. 550)
- Uncial 0262 (siglo VII)[28]s.

### Esquema

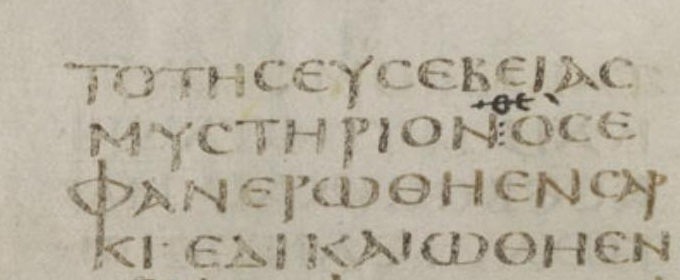
Extracto de 1 Timoteo 3:16 en el Códice Sinaítico del siglo IV: «Más allá de toda duda, el misterio del que brota la verdadera piedad es grande: apareció en la carne, fue vindicado...»

I.Saludo (1:1-2)

#### Comentarios
La carta dirigida a Timoteo, discípulo de Pablo, le ofrece directrices para su rol de liderazgo en la iglesia de Éfeso. Pablo le exhorta a proteger y enseñar la verdadera doctrina y le brinda instrucciones sobre la oración en comunidad , las cualidades necesarias en los líderes eclesiásticos, así como pautas para enseñar y comportarse adecuadamente, además de recomendaciones sobre la conducta de algunos miembros de la iglesia. En el texto se utiliza el título "Dios, nuestro salvador," que en la cultura grecorromana era reservado para emperadores y deidades, pero en las Cartas pastorales se aplica a Dios en continuidad con la tradición del Antiguo Testamento, destacando que su obra salvadora se realiza a través de Jesucristo.
II.Instrucciones negativas: Detener a los falsos maestros (1:3-20)
A.Advertencia contra los falsos maestros (1:3-11)
1.El encargo a Timoteo (1:3)
2.Su uso incorrecto de la ley (1:4-7)
3.El uso correcto de la ley (1:8-11)
B.La experiencia de la gracia de Pablo (1:12-17)
C.Reiteración de la acusación a Timoteo (1:18-20)
III.Instrucciones positivas: Reparar la Iglesia (2:1-6:10)
A.Restaurar la conducta de la Iglesia (2:1-3:16).
1.Instrucciones sobre el culto público (2:1-15)
a.Acerca de la oración (2:1-7)
b.Acerca del papel de hombres y mujeres (2:8-15)
1.Hombres: Oren de manera santa (2:8)
2.Mujeres: Conducta Silenciosa (2:9-15)
2.Instrucciones sobre el liderazgo eclesiástico (3:1-13)
a.Cualificaciones de los Supervisores (Ancianos) (3:1-7)
b.Cualificaciones de los diáconos (3:8-13)
3.Resumen (3:14-16)
a.Conducta de la Iglesia (3:14-15)
b.Himno a Cristo (3:16)
A.La defensa de la verdad en la Iglesia (4:1-16)
1.Ante la apostasía (4:1-5)
2.Responsabilidades personales de Timoteo (4:6-16)
3.Ejercicios espirituales (4:7-9)
C.El trato con los grupos en la Iglesia (5:1-6:10)
1.Hombres y mujeres, jóvenes y mayores (5:1-2)
2.Viudas (5:3-16)
a.Viudas mayores (5:3-10)
b.Viudas más jóvenes (5:11-16)
3.Los ancianos (5:17-25)
a.La recompensa de los ancianos (5:17-18)
b.La reputación de los ancianos (5:19-20)
1.La reputación de los ancianos protegida (5:19)
2.Los pecados de los ancianos reprendidos públicamente (5:20)
c.El reconocimiento de los futuros ancianos (5:21-25)
4.Los esclavos (6:1-2)
5.Falsos maestros (6:3-10)
IV.Instrucciones personales: Perseguir la piedad (6:11-21)
A.Combata el buen combate (6:11-16)
B.Una palabra final a los ricos (6:17-19)
C.Guarde lo que se le ha confiado (6:20-21)

## Música
Varios compositores, entre ellos Johann Sebastian Bach, fijaron una línea de la epístola como cantata navideña, incluida la de Stölzel Kündlich groß ist das gottselige Geheimnis que comienza con 1 Timoteo 3:16.

## Biografía de Timoteo
Se sabe que Timoteo fue discípulo de Pablo de Tarso y que era hijo de madre judía y padre griego (Hechos de los apóstoles capítulo 16:1). Originario de la ciudad de Listra, su madre se llamó Eunice y su abuela Loida (2.ª Timoteo 1:5). El vocablo Timoteo es una palabra griega que significa el que honra a Dios (timo Theus). Pablo le circuncidó, pues en aquella época había judíos celosos del rito y para que Timoteo fuese bien aceptado en esos círculos debió hacerlo (Hechos de los apóstoles 16:3). Acompañó a Pablo en sus viajes misioneros, existiendo relatos del año 49 d. C. donde se menciona. La importancia de la carta y el interés pastoral de Pablo de enseñarla a Timoteo era porque Timoteo representaba la primera generación de cristianos que no habían tenido relación directa con los hechos de Jesús. Timoteo habría conocido la fe de su madre y de su abuela (2.ª Timoteo 1:5) quienes por lo encontrado en la Segunda epístola a Timoteo habrían sido judeocristianas. Timoteo representaba a la generación que estaba pasando de la era apostólica a la no apostólica y de la judaica mesiánica a la universal. Timoteo se había convertido con el ministerio de Pablo, fue su compañero en los viajes misioneros, y llegó a ser pastor de la iglesia en Éfeso. Pablo fue como su padre y mentor espiritual.